# Kvibille landskommun
Kvibille landskommun var en tidigare kommun i  Hallands län.

## Administrativ historik
När 1862 års kommunalförordningar började gälla inrättades över hela landet cirka 2 400 landskommuner, de flesta bestående av en socken. Därutöver fanns 89 städer och 8 köpingar, som då blev egna kommuner. Denna landskommun bildades då i Kvibille socken (eller Qvibille som stavningen då var) i Halmstads härad i Halland.
Vid kommunreformen 1952 bildade Kvibille landskommun storkommun genom sammanläggning med de tidigare landskommunerna Holm och Slättåkra.
År 1974 gick hela området upp i Halmstads kommun.
Kommunkoden 1952-1973 var 1313.

### Kyrklig tillhörighet
I kyrkligt hänseende tillhörde kommunen Kvibille församling. Den 1 januari 1952 tillkom Holms församling och Slättåkra församling.

## Kommunalnämndens ordförande
- 1863–1865 C. J. Holmdorff
- 1865–1891 Anders Reinhold Holm
- 1891–1903 J. P. Magnusson, Lilla Susegård
- 1903–1925 Th. Magnusson, Lilla Susegård
- 1925–1951 Gottfrid Jansson, Grevagård

## Kommunalstämmans ordförande
- 1863–1865 C. J. Holmdorff
- 1865–1866 Anders Reinhold Holm
- 1866–1867 J. G. Hofverberg, Biskopstorp
- 1868–1891 Anders Reinhold Holm
- 1892–1903 J. P. Magnusson, Lilla Susegård
- 1903–1905 Albin Sjölander
- 1905–1908 Gustaf Sjögren
- 1909–1925 Th. Magnusson
- 1925–1951 Gottfrid Jansson, Grevagård

## Kommunalfullmäktiges ordförande
1939–1951 Gottfrid Jansson, Grevagård

## Geografi
Kvibille landskommun omfattade den 1 januari 1952 en areal av 191,27 km², varav 188,77 km² land.

### Tätorter i kommunen 1960
I Kvibille landskommun fanns den 1 november 1960 ingen tätort. Tätortsgraden i kommunen var då alltså 0,0 procent. Orten Kvibille blev tätort 1965.

## Politik

### Mandatfördelning i valen 1942-1970
| 8 | 10 |

| 18 |

| 9 | 9 |

| 18 |

| 13 | 17 | 5 |

| 33 |

| 12 | 15 | 2 | 6 |

| 32 |

| 11 |  | 16 |  | 6 |

| 32 |

| 13 | 16 |  | 5 |

| 28 | 7 |

| 12 | 17 | 2 | 4 |

| 28 | 7 |

| 12 | 17 | 2 | 4 |

| 30 | 5 |